# Família Trapo
Família Trapo foi um programa humorístico da televisão brasileira da década de 1960 transmitido pela TV Record, criado por Jô Soares e Carlos Alberto de Nóbrega e dirigido por Manoel Carlos e Nilton Travesso. Seu enredo desenvolvia-se em torno da vida do personagem Carlos Bronco Dinossauro, o Bronco, interpretado por Ronald Golias.

## Enredo
O nome Família Trapo foi inspirado da família von Trapp, do musical The Sound of Music e do filme A Noviça Rebelde (The Sound of Music). Era uma família confusa e divertida, que vivia em volta do Carlos Bronco Dinossauro (Ronald Golias), que era irmão de Helena Trapo, a mãe (Renata Fronzi). Era o cunhado folgado. Tinha como sua vítima maior o seu cunhado Peppino Trapo (Otello Zeloni), o pai. Verinha, a filha (Cidinha Campos) e o filho Sócrates (Ricardo Corte Real) e o mordono Gordon, que era interpretado por Jô Soares.
Os episódios giravam em torno do Bronco, que implicava com todos os componentes da família. Brincava com o Peppino Trapo, que a "..Itália era uma bota". E ainda falava que tinha "… uma fazenda em Mato Grosso, que era imensa e que media 7m x 4m". No especial em que aparece Pelé, que não é reconhecido por Bronco (que ainda por cima dá algumas dicas ao "Rei" de como jogar futebol), ele cantarola um hino fascista para irritar Zeloni.
Este clássico episódio faz parte de um dos quatro videotapes, que sobraram da Família Trapo. Os outros foram do Show do Dia 7, de 7 de Julho de 1967, onde a família recebe parte do elenco estelar da Record para comemorarem o aniversário de Bronco. Os outros são  o da morte do Bronco e do Jantar com sotaque, além das vinhetas de abertura e comerciais do programa.
Receberam diversos convidados como os futebolistas Pelé (Santos), Raul Plasmann - (goleiro galã do Cruzeiro), e atual comentarista esportivo da Rede Globo;  e os cantores Roberto Carlos, Elis Regina etc. Sonia Ribeiro fez participação especial como arrumadeira da família.

## Plateia
As apresentações eram "ao vivo", e os improvisos iam "ao ar", deixando o programa mais engraçado ainda. Num dos episódios que estava sendo feito e gravado, era a última cena do programa e Golias dava um tiro, mas o mesmo falhou. Então, Nilton Travesso, um dos diretores do programa, entrou no palco e pediu ao público: dá para vocês rirem de novo? Por que nos temos que dar este tiro de novo.
A platéia era animada e enchia as dependências do Teatro Record - Consolação. Aliás, o povo aglomerado parava a Rua da Consolação. Após um incêndio o programa passou a ser feito nos estúdios da TV Record (na avenida Miruna), e depois no Teatro Record-Centro, ex-Teatro Paramount e atual Teatro Renault, em São Paulo. O programa foi líder de audiência no horário, durante três anos consecutivos.
As garotas ficavam na saída do teatro esperando Sócrates (Ricardo Corte Real) sair pela porta dos artistas, para ser agarrado por elas.
Um dos improvisos mais engraçados de Ronald Golias ocorreu quando Jô Soares, fingindo ser um extraterrestre, disse para o colega: "Irmão, eu vim para levá-lo para o caminho da verdade, irmão!" ao que Ronald Golias respondeu, "Não, por favor, não! Deixa-me aqui mesmo no caminho das mentirinhas que está bom!"

## Legado
O programa foi base de inspiração para diversos programas da Rede Globo, embora de outro canal, como A Grande Família (1972-1975, 2001-2014), Sai de Baixo (1996-2002) e Toma Lá Dá Cá (2007-2009). No SBT a referencia foi para a criação em 2004 do seriado Meu Cunhado. Em 2013 foi realizado um especial a Record intitulado Nova Família Trapo, uma reedição especial com um episódio único em comemoração pelos 47 anos do programa.
Segundo a Record, apenas dois episódios do programa ainda existem, mais notoriamente o com Pelé. As fitas das gravações foram se perdendo em incêndios ou sendo gravadas por cima para reaproveitar.

## Ficha técnica
- Emissora: TV Record - Canal 7 de São Paulo (RecordTV)
- Ano de Produção: 1967 - 1971 - Feito em preto e branco
- Produção: Equipe "A" - TV Record - Antonio Augusto Amaral de Carvalho, Raul Duarte, Nilton Travesso e Manoel Carlos.
- Autores: Carlos Alberto de Nóbrega e Jô Soares
- Elenco: Ronald Golias, Otello Zeloni, Renata Fronzi, Jô Soares, Cidinha Campos e Renato Corte Real